# Dubstep
Dubstep (pronunție în engleză [dʌbstɛp]) este un gen muzical de muzică electronică. Sunetul obișnuit este caracterizat prin linii de bas foarte intense repetate cu schimbări rapide de timpi. Exemplu: (1/4 - 1/16 - 1/8).
Primele melodii dubstep au apărut în 1999 și erau experimentale, artiștii încercând încorporarea breakbeat-ului și a noutăților din drum n' bass în genul 2-step garage.

## Caracteristici
Ritmul Dubstep este în general bazat pe sincopatie cu un tempo între 130 și 148.
Dubstep este un gen de muzica dance electronica, care își are originea în muzica rock din sudul Londrei, Anglia.
Sunetul său general a fost descris ca fiind "strâns legat de producții rulate cu linii de bas copleșitoare și probe reverberant tambur, trimming și, ocazional, voce".  
Cele mai vechi expresii dubstep datează din 1998 și au fost mai restrânse, experimentale, remixuri instrumentale ale pieselor 2-step garage, în încercarea de a încorpora elemente funky de breakbeat, sau elemente dark drum sau bass în 2 pași, ca variante B ale versiunii originale. În 2001, acest gen și alte genuri de muzica garage au început să fie prezentate și promovate la Forward Londron NightClub (cunoscut ca FWD>>), influențând considerabil dezvoltarea genului dubstep. Termenul "dubstep" ca gen muzical a început să fie folosit în 2002, când tendințele stilistice utilizate în crearea acestor remix-uri au început să devină mai vizibile și distincte de 2-step și funingine.
Un susținător timpuriu al genului a fost DJ John Peel de la BBC Radio 1, care a început să cânte începând din 2003. În 2004, ultimul an al show-ul lui, ascultătorii săi au votat online Digital Mystikz și plastician (fostă Plasticman) în Top 50 pentru anul [2]. La sfârșitul anului 2005 și începutul anului 2006, dubstep a început să se răspândească dincolo de scenele locale de mici dimensiuni; mai multe site-uri dedicate genului au apărut pe internet și beneficiază de suport din partea dubstepforum, Barefiles download site și blog-uri, cum ar fi gutterbreakz [3]. În același timp, genul este promovat în reviste de muzică cum ar fi The Wire și publicații online, de ex. Pitchfork Media, cu o secțiune dedicată permanent în Grime / Dubstep. Interesul pentru dubstep a crescut semnificativ după ce DJ Mary Anne Hobbs de la BBC Radio 1 a început promovarea genului printr-un spectacol dedicat intitulat "Dubstep Warz" în ianuarie 2006.